# 岩松尚純
岩松 尚純（いわまつ ひさずみ）は、室町時代後期の大名。上野国金山城主。

## 経歴
寛正2年（1461年）、岩松明純の子として生まれる。
名前の読みや元服時の年代から考慮して「尚」の字は室町幕府の将軍・足利義尚から偏諱を受けたものと推測される。祖父の岩松家純が幕府寄りの人物で、父の明純も外様衆として室町幕府に出仕しており、更には父が妻に迎えた母方の蜷川氏が室町幕府の政所代を世襲する家柄であったことから、これらの縁によるものとみられる。
父・明純は祖父・家純と古河公方への対応をめぐって争った末に廃嫡されたため、その子である尚純が家純の嗣子となった。明応3年（1494年）に家純が死去すると、家督を継いで当主となる。
ところが家臣の横瀬氏の台頭を抑えきれず、主導権をめぐって対立する。明応4年（1495年）で横瀬成繁・景繁父子と衝突しているが、長尾房清の加勢もあったにもかかわらず形勢は不利であり、古河公方足利成氏の仲介を受けて家督を子の昌純に譲った上で、強制的に隠居させられた。その後は連歌に熱中、永正6年（1509年）8月に新田荘に滞在した宗長と連歌を催している。なお、宗祇が中心になって編纂した『新撰菟玖波集』に連歌9首が採用されている。
永正8年（1511年）に死去。享年51。群馬県太田市の青蓮寺に、文亀元年（1501年）年記をもち、連歌の発句3句を書き付けた自画像が残っている。模本でしか残っていない雪舟の自画像と共に、日本で最初期の自画像として貴重。また、東国武士の連歌におけるマナーの低さを嘆き、「連歌会席式」と呼ばれる作法書を記している。
青蓮寺近くの岩松尚純萩公園に夫妻の墓が現存する。